# Zen (famiglia)

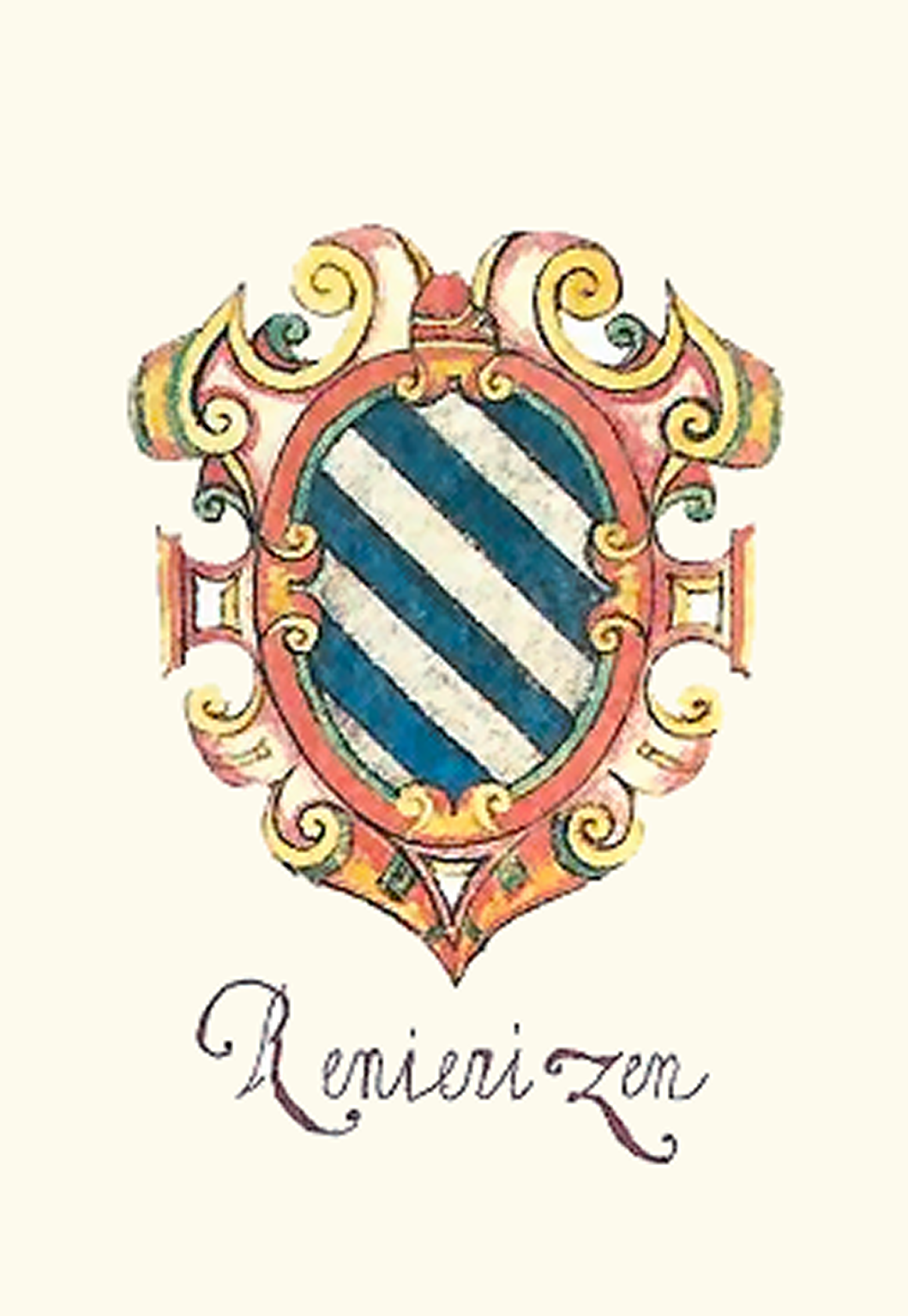
Stemma del doge Renier Zen

Gli Zen (spesso italianizzato in Zeno) sono una famiglia patrizia veneziana, compresa tra le casate più antiche (i cosiddetti Longhi). Raggiunsero il vertice delle istituzioni con Renier, doge nel Duecento.
Cappellari Vivaro, basandosi su tradizioni, sostiene che gli Zen discendano dalla romana Gens Fannia , cui appartennero anche gli imperatori bizantini Zenone e Leone II. Un ramo di questa famiglia si portò a Padova, e da qui a Burano, dove i suoi membri ricoprirono il ruolo di tribuni. Arrivarono a Venezia sotto il dogado di Angelo Partecipazio. 
Ebbero vaste proprietà, praticamente una signoria, tra Montegranaro, Francavilla d'Ete e Monteverde, nelle Marche, e dominarono inoltre, per conto della Serenissima, l'isola di Andros.
La casata ha lasciato tracce nella toponomastica: una calle, un campiello e un ramo Zen si trovano ai Gesuiti, nei pressi di un loro palazzo; ai Frari si hanno un sotoportego e un ulteriore campiello Zen, con un'altra residenza signorile nelle vicinanze.

## Storia
Ilustre ed antichissima famiglia patrizia veneziana nota in Venezia sin dal X secolo originaria dalla romana Gens Fannia, in Venezia tenne il posto tra le primissime famiglie patrizie ed avanti la serrata del Maggior Consiglio, nel 1297, contava già procuratori di San Marco e generali di mare, dando inoltre personaggi illustri che si resero celebri in tutti i campi compreso quello dei viaggi di esplorazione e di scoperta di nuove terre(al punto che alcuni studiosi suggeriscono che i fratelli Zeno avessero scoperto l'America un secolo prima di Cristoforo Colombo andando a rivedere nell'ammasso di terra presente nella Mappa di Zeno il continente americano). 
Renier Zen, dopo aver comandata l'armata contro i genovesi, fu eletto doge. Nel secolo XIV Carlo, procuratore di San Marco e cavaliere, riprese Chioggia ai genovesi e penetrò vittorioso nella loro capitale. Il ramo attuale non si presento al censimento nobiliare austriaco del 1815, ma fu confermato nobile il giorno 8 ottobre 1848, il 23 agosto 1857, ottenne il rango di conte dell'Impero austriaco per ambo i sessi. Questa línea è in possesso di una commenda di giuspatronato del Sovrano Ordine di Malta. La famiglia fu ascritta nel Libro d'Oro dei Patrizi Veneti.

### La famiglia oggi
Ad oggi si sa molto poco della casata dato che dopo l'unità d'Italia se ne sono perse le tracce. Si sa che un ramo della famiglia si è stabilito a Napoli (adottando però la versione attuale del cognome: Zeno) tra le zone di Ercolano e Portici dove fino alla fine del XIX secolo hanno mantenuto grandi proprietà terriere, questo ramo della famiglia ha intrattenuto fino al 1947 ottimi rapporti con la Casa Savoia. La famiglia (con il cognome attuale) è ancora ad oggi presente nel Libro d'oro della nobiltà italiana.

## Membri illustri
- Renier Zen (1200 - 1268): 45° Doge dal 1252 alla morte;
- Piero Zen (? - 1345): generale, combatté i Turchi e poi gli Scaligeri; morì mentre difendeva Smirne da lui stesso conquistata poco tempo prima
- Carlo Zen (1334 - 1418): figlio del precedente; uomo d'armi, mercante e letterato, girò il mondo e combatté al servizio della Serenissima e di vari sovrani; la sua avventurosa esistenza ci è nota da una biografia scritta da Jacopo Zeno, suo discendente e vescovo di Feltre.
- Nicolò Zen (1326 - 1395) e Antonio Zen (? - 1405): figli di Pietro e fratelli di Carlo, furono impegnati nell'esplorazione dei mari del Nord e, secondo una discussa tesi, avrebbero raggiunto il Labrador un secolo prima della scoperta dell'America
- Jacopo Zen (1418 - 1481): vescovo di Feltre e di Padova
- Caterino Zen (1418 - 1478) viaggiatore e diplomatico italiano della Repubblica di Venezia.
- Giovanni Battista Zen (? - 1501): cardinale[1]
- Giovanni Antonio Zen (1628-1697): Capitano Generale da Mar durante la guerra di Morea
- Apostolo Zen (1668-1750):  poeta, librettista, giornalista e letterato
- Maria Gabriella Zen (1957): compositrice
- Giuseppe Zeno (1976): attore